# ان‌جی‌سی ۲۴۴۱
ان‌جی‌سی ۲۴۴۱ (انگلیسی: NGC 2441) نام یک کهکشان مارپیچی میله‌ای در صورت فلکی زرافه است.